# 드미트롭스카야역
드미트롭스카야역(러시아어: Дми́тровская)은 모스크바 지하철 세르푸홉스코 티미랴젭스카야 선의 역이다.

## 역사
드미트롭스카야 역은 1991년 3월 1일에 개장했다.

## 지리
드미트롭스카야 역의 인근에는 드미트롭스키 대로의 지하를 지나는 정류장이나 모스크바 철도의 리즈스키 기차역이 있다.